# Oblútxie
Oblútxie (rus: Облу́чье, en ídix: אָבלוטשיע, és la segona ciutat en habitants dins l'Oblast Autònom dels Hebreus a Rússia, està situada a la riba del riu Amur a 159 km de la capital provincial Birobidjan.

## Història
Es va construir a partir del 1898 dins una secció del ferrocarril transsiberià que connecta Xita i Vladivostok. El 1911 sorgí aquesta ciutat a la vora de l'estació de tren Obluchye més o menys significa la ruta que passa pel voltant donat que en aquest punt el ferrocarril fa una llarga corba entre les muntanyes.
El ferrocarril va ser completat l'octubre del 1916.